# Chris Horsfield
Chris Horsfield   (Stratford-upon-Avon, c. 1940) és un ex-pilot de motocròs anglès que tingué anomenada internacional durant la dècada del 1960 i començaments de la del 1970. Entre altres èxits, va guanyar el Grandstand Trophy de la BBC el 1965.

## Resum biogràfic
Arran de l'amistat dels seus pares amb la família de Stirling Moss, de jove Chris Horsfield volia esdevenir pilot d'automobilisme. Moss, però, li ho desaconsellà pels molts diners que calien per a intentar-ho, així que va decidir dedicar-se al motociclisme. A 14 anys, va començar a conduir una vella James per fora d'asfalt i als 16, quan ja treballava en una granja, va canviar la James per una BSA B31.
Després de veure per primera vegada una cursa de motocròs, va decidir de dedicar-s'hi seriosament i es va marcar un termini de tres anys per a esdevenir-ne pilot professional. Llavors es va comprar una bona moto d'aquesta modalitat, una BSA B32, i el 1957 hi va disputar la seva primera cursa a Kimber Edge, prop de Stourbridge. Aquell any, va competir en un total de cinc proves de motocròs.
El 1958 va compaginar les curses, on aconseguí algun bon resultat, amb la seva nova feina en un garatge local. El 1959, es va comprar una BSA B34 Gold Star amb la qual ja va començar a guanyar força curses, algunes en indrets allunyats de la seva zona, com ara Derbyshire i el País de Gal·les, als quals es desplaçava en furgoneta amb dos companys. Gràcies als seus bons resultats, fou seleccionat per al motocròs anual Oxford versus Cambridge on, tot i no guanyar, va aconseguir superar a Brian Stonebridge i la seva Greeves de 197cc, força més lleugera que la seva BSA de 500cc.

### Els inicis com a professional (1960)
Cap al 1960, els seus èxits van fer que un patrocinador de Coventry li deixés una TriBSA i una Greeves Hawkstone (la seva primera moto de dos temps), però ben aviat el patrocinador va fer fallida i Horsfield, momentàniament sense moto, va aconseguir l'antiga Ariel oficial de Ron Langston. Amb aquesta moto va córrer algunes curses fins que, en una, se li partí el xassís per la meitat després d'un salt. Llavors, el contractà el fabricant de bugies Lodge per a desenvolupar el seu prototip de motocròs, molt lleuger i equipat amb motor Villiers de 197cc. L'experìència fou un fracàs, però ben aviat Horsfield rebé una altra oferta, en aquest cas de James, per a desenvolupar també el seu prototip. Equipada amb l'habitual motor Villiers de dos temps, aquesta moto sí que anava bé i aviat començaren els èxits.
Amb la James, el 1962 va disputar el seu primer Gran Premi del Campionat del Món de motocròs de 250cc, el de Suïssa, on va acabar cinquè. A finals d'any, va patir un accident a Hawkstone Park que li causà traumatisme cranioencefàlic i va haver de romandre sis setmanes en una habitació fosca. Ja recuperat, la temporada de 1963 entrà a l'equip oficial de Matchless, amb Vic Eastwood i Dave Nicoll de companys, per a substituir-hi Dave Curtis, que es retirava. A finals de 1964, després d'haver quedat tercer al Campionat britànic, BSA li oferí motos oficials per a la temporada de 1965, però el contracte no es materialitzà, segons es digué, perquè AMC (el fabricant de Matchless) i BSA tenien un acord de no ingerència mútua. Finalment, com que AMC no millorava la seva moto, Horsfield els va comprar un xassís als germans Rickman i l'equipà amb el motor Matchless. En aquells anys ja s'havia convertit en un pilot de renom i els seus èxits al BBC Grandstand (trofeu que va guanyar el 1965) i el World of Sport TV el feien molt conegut al Regne Unit.
A finals de la dècada de 1960, Horsfield compaginà diverses motos i tasques de desenvolupament de prototips per a AJS, Greeves i els germans Rickman. Fins i tot Kawasaki, interessada en introduir-se en el motocròs, li demanà que col·laborés en el desenvolupament d'un dels seus primers prototips d'aquesta modalitat, però l'anglès desestimà l'oferta en veure que la moto necessitava ser refeta de dalt a baix. El 1966 competí al mundial de motocròs de 500cc amb una ČZ de 360 cc i al nou Campionat d'Europa de 750cc (una competició creada per la FIM aquell any que no tingué continuïtat) amb una Rickman Métisse amb motor BSA. Al mateix temps, competia en la categoria dels 250cc amb una altra moto dels germans Rickman, en aquest cas amb motor Bultaco, la Pursang Métisse.

### La dècada de 1970
Chris Horsfield seguí durant unes temporades pilotant les CZ i Bultaco fins que, cap al 1970, l'importador de Husqvarna als EUA Edison Dye el convidà, juntament amb altres pilots europeus, a participar en la nova competició que havia creat per a promocionar el motocròs en aquell país, la Trans-AMA. Horsfeld s'hi desplaçà i hi competí amb les CZ que li proporcionà l'importador d'aquesta marca als EUA.
A la Trans-AMA, Horsfield hi competí durant tres temporades (tant en la categoria dels 250cc, anomenada Inter-AMA, com en la superior, de 500cc) fins que, el 1972, després d'un accident que podia haver tingut greus conseqüències, decidí de retirar-se del motocròs. La seva idea era fer-ho en una prova internacional de Lió que oferia molt bons ingressos als participants, però no hi va poder córrer a causa d'un altre accident que hi patí durant les sessions classificatòries. Després d'això, Chris Horsfield abandonà definitivament les competicions.

## Palmarès
Font:
| Any  | Motocicleta | C. del món 500cc | C. britànic 500cc |
| ---- | ----------- | ---------------- | ----------------- |
| 1963 | Matchless   | 18è              | 5è                |
| 1964 | Matchless   | -                | 3r                |
| 1965 | Matchless   | 10è              | -                 |
| 1966 | ČZ          | 8è               | 5è                |
|      |             |                  |                   |
| 1969 | BSA-Metisse | -                | 6è                |
|      |             |                  |                   |
| 1972 | ČZ          | -                | 9è                |